# 境亜寿香
境 亜寿香（さかい あすか、sakai asuka）は、日本の音楽プロデューサー、作曲家。

## 概要
国立音楽大学を卒業後、イタリア・シエナのキジアーナ音楽院に留学し、映画音楽の作曲を学ぶ。
元ナムコ（後のバンダイナムコゲームス）所属。ナムコ在籍時は『R4 -RIDGE RACER TYPE 4-』、『リベログランデ2』などの作品に関わる。フリーに転向後も『塊魂』などに楽曲を提供。最近はm-flo「come again」のリミックスや、キリンジ、DOUBLEのミックスアルバムに参加するなど、ゲーム音楽以外に活動の幅を広げている。
2009年、IRMA RECORDSより「sakai asuka」名義でオリジナルアルバム『33 Trenta Tre』をリリース。

## 携わった作品

### 映画
- 詩季織々「陽だまりの朝食」

### ゲーム
- エースコンバット3 エレクトロスフィア
- リベログランデ2
- R4 -RIDGE RACER TYPE 4-
- リッジレーサーズ
- リッジレーサー6
- 風のクロノア2 〜世界が望んだ忘れもの〜
- パニクルパネクル
- 塊魂
- ソウルキャリバーII
- Wattam
- A͈L͈P͈H͈A͈B͈E͈T͈
- B&D
- ワンス・アポン・ア・塊魂

### アニメ
- 流れ星レンズ（2012年）
- チョコタン!（2013年）
- ゆゆ式（2013年）[2]
- 俺の脳内選択肢が、学園ラブコメを全力で邪魔している（2013年）
- MARGINAL#4 KISSから創造るBig Bang（2017年）
- 星屑テレパス（2023年）

### その他
- サンシャインシティ デジタルサイネージ（ムービープロモーションビデオの音楽、2013年）[3]
- KOSE 雪肌精 明るい、すっぴん。編  (楽曲制作、2014年）

## ディスコグラフィ
「sakai asuka」名義でのオリジナルアルバムのみ。
- 33 Trenta Tre（2009年）
- Mt.（2011年）
- Café Ashbury（2013年）